# Dehua Zhen
Dehua Zhen (kinesiska: 德化, 德化镇) är en köping i Kina. Den ligger i provinsen Yunnan, i den sydvästra delen av landet, omkring 290 kilometer sydväst om provinshuvudstaden Kunming.
Genomsnittlig årsnederbörd är 1 704 millimeter. Den regnigaste månaden är juli, med i genomsnitt 467 mm nederbörd, och den torraste är februari, med 7 mm nederbörd.